# Кларан
Кларан (на френски: Clarens) е селище в западна Швейцария, част от Монтрьо в кантона Во. Населението му е около 8600 души (2010).
Разположено е на 380 метра надморска височина на Швейцарското плато, на брега на Женевското езеро и на 22 километра източно от центъра на Лозана. Селището придобива известност с централната си роля в книгата на Жан-Жак Русо „Жули или Новата Елоиза“ (1761) и през XIX век става известен курорт.

## Известни личности
Починали в Кларан
- Леон Валрас (1834 – 1910), френски икономист
- Паул Крюгер (1825 – 1904), южноафрикански политик